# Kiskereskény
Kiskereskény (szlovákul Malé Krškany) Kereskény településrésze, korábban önálló falu Szlovákiában, a Nyitrai kerület Lévai járásában.

## Fekvése
Lévától 5 km-re, keletre fekszik.

## Története
Területe már az újkőkorszakban lakott volt, a zselizi és a lengyeli kultúra tárgyi emlékei kerültek itt elő.
1242-ben „Keresken" alakban említik először. 1329-ben „Kyuskereskyn", 1358-ban „Keresken", 1461-ben „Kys Keresken" néven szerepel. A 15. században Léva várának tartozéka. A 18. században az Agárdy és más családoké. A 19. században a Zmeskall és Majláth családok birtoka. 1715-ben Kiskereskényen 2 kúria és 7 háztartás volt. 1828-ban Kiskereskény 35 házában 213 lakos élt.
A 18. század végén Vályi András így ír róla: „Kis, és Nagy Kereskény. Két tót falu Hont Várm. Kis Kereskénynek földes Urai Agárdi, és több Uraságok, Nagy Kereskénynek pedig G. Majlát, (a’ kinek háza, és Úri háza mellett lévő szép Temploma ékesítik e’ helységet,) és több Urak, lakosai katolikusok, és lutheránusok, a’ lutheránusok Csankhoz vagynak affiliálva, fekszenek Horhitól 2/4, Varsánytól pedig 1/4 órányira, határbéli földgyeik bő termékenységűek, legelőjök van elég, szőlő hegyek, réttyek, erdejek mind jó, és bő, malmok a’ Szilkintzén jó, boraiknak, és gabonájok el adásából módjok van a’ Bánya Városokban, és Báthon a’ pénz keresetre."
A 19. század közepén Fényes Elek eképpen írja le: „Kereskény (Kis), Hont m. (Male Krskány), Lévához 1/2 mfd. 250 kath., 87 evang. lak. F. u. Zmeskál, Baksy, s m. t."
Borovszky monográfiasorozatának Hont vármegyét tárgyaló része szerint: „Kiskereskény, magyarral vegyes tót kisközség, 33 házzal és 290 róm. kath. vallású lakossal; vasúti állomása és távirója Léva, postája helyben van. A falu nevére már 1242-ben akadunk. A község első birtokosaiként Simon fiait: Mihály, Martonos, Jákó és Füle testvéreket ismerjük, a kik a XIII. században birtokháborítás miatt pörben álltak Palásti Ivánka fiával, Jóbbal. A következő században, 1320-ban, a falu nevét Kergken alakban említi oklevél; de már 1439-ben Kereskény a neve és ugyanígy szerepelt az 1411 és 1421-iki iratokban is. E falutól vette nevét a Kiskereskényi család is, melyről már a XIV. században találunk följegyzéseket. a XV. században a falu a lévai vár uradalmához tartozott. A XVIII. században az Agárdy családnak is volt része itt. A mult század elején a Zmeskall, Plachy és Bakay családok a falu földesurai, később örökség útján Mailáth Lajos szerzett itt birtokot. Ezidőszerint Mailáth István özvegyének és a Honecz családnak van nagyobb birtoka. Kereskény határában, a Honecz és Mailáth-féle majorokon kívül, a Nyulvölgy-fogadó van."
A trianoni békeszerződésig Hont vármegye Báti járásához tartozott.
Kis- és Nagykereskényt 1960-ban egyesítették.

## Népessége
1910-ben 246-an többségében szlovák anyanyelvűek lakták, jelentős magyar kisebbséggel.

## Híres személyek
- Itt hunyt el 1903-ban Mailáth István Bars vármegye főispánja.

## Nevezetességei
- A kiskereskényi kastély a 19. század első felében épült klasszicista stílusban, később többször átépítették, 1953-tól szociális otthonként működött.

## Lásd még
- Kereskény
- Nagykereskény

## Külső hivatkozások
- Községinfó
- Kereskény Szlovákia térképén
- Regiontekov.sk
- E-obce.sk Archiválva 2008. szeptember 20-i dátummal a Wayback Machine-ben